# ما سو
ما سو (بالصينية: 馬蘇) هي ممثلة صينية، ولدت في 17 فبراير 1981 في الصين.

## وصلات خارجية
- ما سو على موقع IMDb (الإنجليزية)
- ما سو على موقع ميوزك برينز (الإنجليزية)
- ما سو على موقع قاعدة بيانات الفيلم (الإنجليزية)